# Mistrovství světa juniorů v orientačním běhu 1999
10. Mistrovství světa juniorů v orientačním běhu proběhlo v Bulharsku ve dnech 5. až 11. července 1999. Centrum závodů JMS bylo poblíž města Varna, jež je největší bulharský přístav ležící na březích Černého moře.

## Závod na krátké trati (Middle)

### Výsledky závodu na krátké trati (Middle)
| Muži                                                                               | Muži                                                                               | Muži                                                                               | Muži                                                                               | Muži                                                                               | Ženy                                                                               | Ženy                                                                               | Ženy                                                                               | Ženy                                                                               | Ženy                                                                               |
| ---------------------------------------------------------------------------------- | ---------------------------------------------------------------------------------- | ---------------------------------------------------------------------------------- | ---------------------------------------------------------------------------------- | ---------------------------------------------------------------------------------- | ---------------------------------------------------------------------------------- | ---------------------------------------------------------------------------------- | ---------------------------------------------------------------------------------- | ---------------------------------------------------------------------------------- | ---------------------------------------------------------------------------------- |
| - Traťové parametry: 4,8 km, 14 kontrol, ? m převýšení. - Mapa: ? 1:10 000 E= 2,5m | - Traťové parametry: 4,8 km, 14 kontrol, ? m převýšení. - Mapa: ? 1:10 000 E= 2,5m | - Traťové parametry: 4,8 km, 14 kontrol, ? m převýšení. - Mapa: ? 1:10 000 E= 2,5m | - Traťové parametry: 4,8 km, 14 kontrol, ? m převýšení. - Mapa: ? 1:10 000 E= 2,5m | - Traťové parametry: 4,8 km, 14 kontrol, ? m převýšení. - Mapa: ? 1:10 000 E= 2,5m | - Traťové parametry: 4,0 km, 14 kontrol, ? m převýšení. - Mapa: ? 1:10 000 E= 2,5m | - Traťové parametry: 4,0 km, 14 kontrol, ? m převýšení. - Mapa: ? 1:10 000 E= 2,5m | - Traťové parametry: 4,0 km, 14 kontrol, ? m převýšení. - Mapa: ? 1:10 000 E= 2,5m | - Traťové parametry: 4,0 km, 14 kontrol, ? m převýšení. - Mapa: ? 1:10 000 E= 2,5m | - Traťové parametry: 4,0 km, 14 kontrol, ? m převýšení. - Mapa: ? 1:10 000 E= 2,5m |
| Umístění                                                                           | Země                                                                               | Jméno                                                                              | Čas                                                                                | Ztráta                                                                             | Umístění                                                                           | Země                                                                               | Jméno                                                                              | Čas                                                                                | Ztráta                                                                             |
|                                                                                    | Finsko                                                                             | Jonne Lakanen                                                                      | 0:24:41                                                                            |                                                                                    |                                                                                    | Švýcarsko                                                                          | Regula Hulligerová                                                                 | 0:26:31                                                                            |                                                                                    |
|                                                                                    | Rusko                                                                              | Sergej Detkov                                                                      | 0:24:50                                                                            | + 0:00:09                                                                          |                                                                                    | Finsko                                                                             | Salla Sukkiová                                                                     | 0:27:41                                                                            | + 0:01:10                                                                          |
|                                                                                    | Francie                                                                            | Thierry Gueorgiou                                                                  | 0:25:01                                                                            | + 0:00:20                                                                          |                                                                                    | Finsko                                                                             | Johanna Seppinenová                                                                | 0:28:21                                                                            | + 0:01:50                                                                          |
| 4                                                                                  | Švýcarsko                                                                          | Felix Bentz                                                                        | 0:25:03                                                                            | + 0:00:22                                                                          | 4                                                                                  | Česko                                                                              | Vendula Klechová                                                                   | 0:28:48                                                                            | + 0:02:17                                                                          |
| 5                                                                                  | Finsko                                                                             | Mikko Heikelä                                                                      | 0:25:39                                                                            | + 0:00:58                                                                          | 5                                                                                  | Švédsko                                                                            | Pernilla Erikssonová                                                               | 0:28:54                                                                            | + 0:02:23                                                                          |
| 6                                                                                  | Finsko                                                                             | Pasi Ikonen                                                                        | 0:25:45                                                                            | + 0:01:04                                                                          | 6                                                                                  | Česko                                                                              | Zdenka Stará                                                                       | 0:29:10                                                                            | + 0:02:39                                                                          |

## Závod na klasické trati (Long)

### Výsledky závodu na klasické trati (Long)
| Muži                                                                              | Muži                                                                              | Muži                                                                              | Muži                                                                              | Muži                                                                              | Ženy                                                                             | Ženy                                                                             | Ženy                                                                             | Ženy                                                                             | Ženy                                                                             |
| --------------------------------------------------------------------------------- | --------------------------------------------------------------------------------- | --------------------------------------------------------------------------------- | --------------------------------------------------------------------------------- | --------------------------------------------------------------------------------- | -------------------------------------------------------------------------------- | -------------------------------------------------------------------------------- | -------------------------------------------------------------------------------- | -------------------------------------------------------------------------------- | -------------------------------------------------------------------------------- |
| - Traťové parametry: 11,7 km, 21 kontrol, ? m převýšení. - Mapa: ? 1:15 000 E= 5m | - Traťové parametry: 11,7 km, 21 kontrol, ? m převýšení. - Mapa: ? 1:15 000 E= 5m | - Traťové parametry: 11,7 km, 21 kontrol, ? m převýšení. - Mapa: ? 1:15 000 E= 5m | - Traťové parametry: 11,7 km, 21 kontrol, ? m převýšení. - Mapa: ? 1:15 000 E= 5m | - Traťové parametry: 11,7 km, 21 kontrol, ? m převýšení. - Mapa: ? 1:15 000 E= 5m | - Traťové parametry: 7,2 km, 15 kontrol, ? m převýšení. - Mapa: ? 1:15 000 E= 5m | - Traťové parametry: 7,2 km, 15 kontrol, ? m převýšení. - Mapa: ? 1:15 000 E= 5m | - Traťové parametry: 7,2 km, 15 kontrol, ? m převýšení. - Mapa: ? 1:15 000 E= 5m | - Traťové parametry: 7,2 km, 15 kontrol, ? m převýšení. - Mapa: ? 1:15 000 E= 5m | - Traťové parametry: 7,2 km, 15 kontrol, ? m převýšení. - Mapa: ? 1:15 000 E= 5m |
| Umístění                                                                          | Země                                                                              | Jméno                                                                             | Čas                                                                               | Ztráta                                                                            | Umístění                                                                         | Země                                                                             | Jméno                                                                            | Čas                                                                              | Ztráta                                                                           |
|                                                                                   | Rusko                                                                             | Andrej Chramov                                                                    | 1:09:18                                                                           |                                                                                   |                                                                                  | Švýcarsko                                                                        | Regula Hulligerová                                                               | 0:52:57                                                                          |                                                                                  |
|                                                                                   | Finsko                                                                            | Mikko Heikelä                                                                     | 1:12:32                                                                           | + 0:03:14                                                                         |                                                                                  | Rusko                                                                            | Taťána Pereljavevová                                                             | 0:53:05                                                                          | + 0:00:08                                                                        |
|                                                                                   | Austrálie                                                                         | Troy De Haas                                                                      | 1:13:03                                                                           | + 0:03:45                                                                         |                                                                                  | Maďarsko                                                                         | Katalin Heczová                                                                  | 0:53:37                                                                          | + 0:00:40                                                                        |
| 4                                                                                 | Rusko                                                                             | Sergej Detkov                                                                     | 1:13:52                                                                           | + 0:04:34                                                                         | 4                                                                                | Finsko                                                                           | Heli Jukkolaová                                                                  | 0:54:39                                                                          | + 0:01:42                                                                        |
| 5                                                                                 | Finsko                                                                            | Pasi Ikonen                                                                       | 1:15:01                                                                           | + 0:05:43                                                                         | 5                                                                                | Česko                                                                            | Vendula Klechová                                                                 | 0:54:53                                                                          | + 0:01:56                                                                        |
| 6                                                                                 | Švýcarsko                                                                         | Michael Reinhart                                                                  | 1:16:42                                                                           | + 0:07:24                                                                         | 6                                                                                | Finsko                                                                           | Sara Forsströmová                                                                | 0:54:55                                                                          | + 0:01:58                                                                        |

## Štafetový závod

### Výsledky štafetového závodu
| Muži                                                                             | Muži                                                                             | Muži                                                                             | Muži                                                                             | Muži                                                                             | Ženy                                                                     | Ženy                                                                     | Ženy                                                                     | Ženy                                                                     | Ženy                                                                     |
| -------------------------------------------------------------------------------- | -------------------------------------------------------------------------------- | -------------------------------------------------------------------------------- | -------------------------------------------------------------------------------- | -------------------------------------------------------------------------------- | ------------------------------------------------------------------------ | ------------------------------------------------------------------------ | ------------------------------------------------------------------------ | ------------------------------------------------------------------------ | ------------------------------------------------------------------------ |
| - Traťové parametry : 7,6 km, 19 kontrol, ? m převýšení - Mapa: ? 1:15 000 E= 5m | - Traťové parametry : 7,6 km, 19 kontrol, ? m převýšení - Mapa: ? 1:15 000 E= 5m | - Traťové parametry : 7,6 km, 19 kontrol, ? m převýšení - Mapa: ? 1:15 000 E= 5m | - Traťové parametry : 7,6 km, 19 kontrol, ? m převýšení - Mapa: ? 1:15 000 E= 5m | - Traťové parametry : 7,6 km, 19 kontrol, ? m převýšení - Mapa: ? 1:15 000 E= 5m | - Parametry : 5,8 km, 14 kontrol, ? m převýšení - Mapa: ? 1:15 000 E= 5m | - Parametry : 5,8 km, 14 kontrol, ? m převýšení - Mapa: ? 1:15 000 E= 5m | - Parametry : 5,8 km, 14 kontrol, ? m převýšení - Mapa: ? 1:15 000 E= 5m | - Parametry : 5,8 km, 14 kontrol, ? m převýšení - Mapa: ? 1:15 000 E= 5m | - Parametry : 5,8 km, 14 kontrol, ? m převýšení - Mapa: ? 1:15 000 E= 5m |
| Umístění                                                                         | Země                                                                             | Jméno                                                                            | Čas                                                                              | Ztráta                                                                           | Umístění                                                                 | Země                                                                     | Jméno                                                                    | Čas                                                                      | Ztráta                                                                   |
|                                                                                  | Finsko                                                                           | Pasi Ikonen Jonne Lakanen Mikko Heikelä                                          | 2:23:18                                                                          |                                                                                  |                                                                          | Rusko                                                                    | Taťána Kostyleová Evgenia Belová Taťána Pereljavevová                    | 2:13:20                                                                  |                                                                          |
|                                                                                  | Francie                                                                          | Benoit Peyvel Thierry Gueorgiou François Gonon                                   | 2:25:05                                                                          | + 0:01:47                                                                        |                                                                          | Ukrajina                                                                 | Iryna Kuprianová Viktoria Plokhenková Natalia Potopalská                 | 2:13:22                                                                  | + 0:00:02                                                                |
|                                                                                  | Švýcarsko                                                                        | Beat Studer Christian Ott Felix Bentz                                            | 2:25:06                                                                          | + 0:01:48                                                                        |                                                                          | Švýcarsko                                                                | Angela Wildová Astrid Fritschiová Regula Hulligerová                     | 2:14:00                                                                  | + 0:00:40                                                                |
| 4                                                                                | Česko                                                                            | Jaromír Švihovský Zbyněk Hora Petr Losman                                        | 2:27:02                                                                          | + 0:03:44                                                                        | 4                                                                        | Česko                                                                    | Zuzana Macúchová Vendula Klechová Zdenka Stará                           | 2:15:27                                                                  | + 0:02:07                                                                |
| 5                                                                                | Švédsko                                                                          | Jan Troeng Peter Öberg Martin Lampinen                                           | 2:29:14                                                                          | + 0:05:56                                                                        | 5                                                                        | Finsko                                                                   | Johanna Seppinenová Salla Sukkiová Heli Jukkolaová                       | 2:19:52                                                                  | + 0:06:32                                                                |
| 6                                                                                | Polsko                                                                           | Radoslaw Bala Michał Parzewski Maciej Stachowiak                                 | 2:30:04                                                                          | + 0:06:46                                                                        | 6                                                                        | Norsko                                                                   | Tone Lye Ellefsenová Julie Bøbelová Anne Marie Blekenová                 | 2:21:33                                                                  | + 0:08:13                                                                |

## Česká juniorská reprezentace na JMS
| Muži                       | Muži                       | Muži                       | Muži                       | Ženy                        | Ženy                        | Ženy                        | Ženy                        |
| -------------------------- | -------------------------- | -------------------------- | -------------------------- | --------------------------- | --------------------------- | --------------------------- | --------------------------- |
| - Umístění českých juniorů | - Umístění českých juniorů | - Umístění českých juniorů | - Umístění českých juniorů | - Umístění českých juniorek | - Umístění českých juniorek | - Umístění českých juniorek | - Umístění českých juniorek |
| Jméno                      | Middle                     | Long                       | Štafety                    | Jméno                       | Middle                      | Long                        | Štafety                     |
| Zbyněk Hora                | 13. místo                  | 23. místo                  | 4. místo                   | Zuzana Stehnová             | 19. místo                   | 34. místo                   | x                           |
| Petr Losman                | 37. místo                  | 18. místo                  | 4. místo                   | Zuzana Macúchová            | 29. místo                   | 9. místo                    | 4. místo                    |
| Jaromír Švihovský          | 43. místo                  | 14. místo                  | 4. místo                   | Vendula Klechová            | 4. místo                    | 5. místo                    | 4. místo                    |
| Jiří Kazda                 | 44. místo                  | 20. místo                  | x                          | Blanka Folprechtová         | 26. místo                   | 90. místo                   | x                           |
| Lubomír Tomeček            | 57. místo                  | DSQ                        | x                          | Martina Schindlerová        | 58. místo                   | 31. místo                   | x                           |
| Michal Smola               | MB2. místo                 | 36. místo                  | x                          | Zdenka Stará                | 6. místo                    | 22. místo                   | 4. místo                    |

## Medailová klasifikace podle zemí
| Medailová klasifikace podle zemí | Medailová klasifikace podle zemí | Medailová klasifikace podle zemí | Medailová klasifikace podle zemí | Medailová klasifikace podle zemí | Medailová klasifikace podle zemí |
| Umístění                         | Země                             | Zlato                            | Stříbro                          | Bronz                            | Součet                           |
| -------------------------------- | -------------------------------- | -------------------------------- | -------------------------------- | -------------------------------- | -------------------------------- |
| 1.                               | Finsko                           | 2                                | 2                                | 1                                | 5                                |
| 2.                               | Rusko                            | 2                                | 2                                | -                                | 4                                |
| 3.                               | Švýcarsko                        | 2                                | -                                | 2                                | 4                                |
| 4.                               | Francie                          | -                                | 1                                | 1                                | 2                                |
| 4.                               | Švýcarsko                        | -                                | 1                                | 1                                | 2                                |
| 6.                               | Ukrajina                         | -                                | 1                                | -                                | 1                                |
| 7.                               | Austrálie                        | -                                | -                                | 1                                | 1                                |
| 7.                               | Maďarsko                         | -                                | -                                | 1                                | 1                                |